# 5206 Kodomonomori
5206 Kodomonomori eller 1988 ED är en asteroid i huvudbältet som upptäcktes den 7 mars 1988 av den japanska astronomen Yoshiaki Oshima vid Gekko-observatoriet. Den är uppkallad efter det japanska Kodomo no Mori programmet.
Den tillhör asteroidgruppen Eunomia.